# آفتاب‌پرست گرزنی
آفتاب‌پرست گرزنی (نام علمی: Heliotropium circinatum) نام یک گونه از سردهٔ آفتاب‌پرست است. سردهٔ آفتاب‌پرست در ایران ۴۷ گونهٔ علفی یک ساله و چند ساله دارد که در سراسر ایران پراکنده‌اند. آفتاب‌پرست گرزنی یکی از ۴۷ گونهٔ موجود در ایران است.